# Пингель
Пингель (горномар. Пӹнгель) — река в России, протекает по Горномарийскому району Республики Марий Эл. Устье реки находится в 14 км от устья Сумки по правому берегу. Длина реки составляет 16 км, площадь водосборного бассейна — 62,8 км².
Исток находится в государственном заказнике «Васильсурские дубравы» близ границы с Чувашией. Река течёт на север, протекает деревни Новые Тарашнуры, Каранькино, Березово, Федоткино, Исюткино, Пайгусово. Впадает в Сумку ниже села Пернянгаши.

## Данные водного реестра
По данным государственного водного реестра России относится к Верхневолжскому бассейновому округу, водохозяйственный участок реки — Волга от устья реки Ока до Чебоксарского гидроузла (Чебоксарское водохранилище), без рек Сура и Ветлуга, речной подбассейн реки — Волга от впадения Оки до Куйбышевского водохранилища (без бассейна Суры). Речной бассейн реки — (Верхняя) Волга до Куйбышевского водохранилища (без бассейна Оки).
Код объекта в государственном водном реестре — 08010400312110000040555.